# 행정사
행정사(行政士)는 다른 사람의 위임을 받아 행정기관에 제출하는 서류의 작성, 권리ㆍ의무나 사실증명에 관한 서류의 작성, 행정기관의 업무에 관련된 서류의 번역과 작성된 서류의 제출 대행, 인가 ․ 허가 및 면허 등을 받기 위하여 행정기관에 하는 신청 ․ 청구 및 신고 등의 대리, 행정관계 법령 및 행정에 대한 상담 또는 자문에 대한 응답, 법령에 따라 위탁받은 사무의 사실조사 및 확인 등의 업무를 수행하는 자격사이다. 일반행정사, 해사행정사, 외국어번역행정사로 구분된다.

## 행정사의 종류
행정사법 제4조에 따라 행정사는 소관 업무에 따라 일반행정사, 해사행정사 및 외국어번역행정사로 구분된다.
- 일반행정사: 행정사법 제2조제1항 각 호(제3호 즉 번역은 제외)의 업무. 다만 해운 또는 해양안전심판에 관한 업무는 제외
- 해사행정사: 해운 또는 해양안전심판에 관한 행정사법 제2조제1항 각 호(제3호 즉 번역은 제외)의 업무
- 외국어번역행정사: 행정사법 제2조제1항 제3호(번역) 및 제4호(서류의 제출 대행)의 업무

참고로 행정사법 제2조제1항의 각 호는 다음과 같다.
1. 행정기관에 제출하는 서류의 작성
2. 권리ㆍ의무나 사실증명에 관한 서류의 작성
3. 행정기관의 업무에 관련된 서류의 번역
4. 제1호부터 제3호까지의 규정에 따라 작성된 서류의 제출 대행(代行)
5. 인가ㆍ허가 및 면허 등을 받기 위하여 행정기관에 하는 신청ㆍ청구 및 신고 등의 대리(代理)
6. 행정 관계 법령 및 행정에 대한 상담 또는 자문에 대한 응답
7. 법령에 따라 위탁받은 사무의 사실 조사 및 확인

## 행정사가 하는 일
행정사법 제2조에 따라 행정사는 다른 사람의 위임을 받아 아래의 일들을 한다. 다만 다른 법률에 따라 제한된 업무는 할 수 없다.
- 행정기관에 제출하는 진정ㆍ건의ㆍ질의ㆍ청원 및 이의신청에 관한 서류의 작성과 출생ㆍ혼인ㆍ사망 등 가족관계의 발생 및 변동사항에 관한 신고 등의 각종 서류를 작성하는 일과 작성한 서류를 행정기관에 제출하는 일
- 개인(법인 포함)간 또는 국가나 지방자치단체와 개인 간의 각종 계약ㆍ협약ㆍ확약 및 청구 등 거래에 관한 서류의 작성과 그 밖에 권리관계에 관한 각종 서류 또는 일정한 사실관계가 존재함을 증명하는 각종 서류를 작성하는 일과 작성한 서류를 행정기관 등에 제출하는 일
- 행정기관에 제출하는 각종 서류를 번역하는 일과 번역한 서류를 행정기관에 제출하는 일
- 다른 사람의 위임을 받아 인가ㆍ허가ㆍ면허 및 승인의 신청ㆍ청구 등 행정기관에 일정한 행위를 요구하거나 신고하는 일을 대리하는 일
- 행정관계 법령 및 제도ㆍ절차 등 행정업무에 대하여 설명하거나 자료를 제공하는 일
- 법령에 따라 위탁받은 사무의 사실을 조사하거나 확인하고 그 결과를 서면으로 작성하여 위탁한 사람에게 제출하는 일. 여기서 사실조사는 탐정업의 사실조사가 아니라, 법에 따라 행정사에게 사실조사권이 부여된 경우에만 가능하다.

## 행정사가 지켜야 할 책임
행정사는 정당한 사유 없이 업무에 관한 위촉을 거부할 수 없고, 소정의 수수료 이외의 금품을 받을 수 없으며, 작성한 서류의 말미에 기명날인하여야 한다. 행정사는 성실의 의무, 사실의 누설금지, 부당한 업무개입금지, 등록증의 대여금지, 신고의무 등의 규정을 준수하여야 한다.

## 행정사 자격시험
행정사법 제8조에 따라 행정사 자격시험은 행정안전부가 시행하되, 행정사법 시행령 제12조에 따라 한국산업인력공단에 위탁하고 있다. 한국산업인력공단은 시험접수부터 문제출제, 시험관리, 합격자 결정 및 부정행위자 조치 등 전반적인 시험관리업무를 담당하고 있다. 제1회 행정사시험은 2013년 12월 11일 합격자가 발표되었다. 
시험은 1차 시험(객관식)과 2차 시험(논술형)으로 구성되어 있다.
- 1차 시험: 민법(총칙), 행정법, 행정학 개론(지방자치행정 포함)
- 2차 시험: 민법(계약), 행정절차론, 사무관리론, 행정사실무법(일반행정사), 해사실무법(기술행정사), 해당외국어(외국어번역행정사)다.

합격 기준은 과목별로 100점 만점에 과목낙제 기준인 40점 이상이어야 하고, 전과목 평균 60점은 합격한다. 평균 60점 이상인 사람이 일정 인원보다 적은 경우에는 60점 이하에서도 과목낙제가 없는 응시생 중에서 성적 순으로 합격자로 하는 최소선발인원제를 적용하고 있다. 행정사법 시행령 제8조에 따르면, 행정사의 수급상황 등을 고려하여 심의위원회의 심의를 거쳐 행정사의 종류별로 최소 선발인원을 정할 수 있다. 이 경우 외국어번역행정사에 대해서는 외국어별로 최소 선발인원을 정할 수 있다.

## 2010년 판례: 행정사 자격시험 불실시 사건
행정사 자격시험 불실시 사건(행정사법 시행령 제4조 제3항 위헌확인)은 기본권제한의 한계에 대한 중요 대한민국 헌법재판소 전원합의체 판례이다.

### 사실관계
청구인은 행정사가 되고자 행정사 자격시험 응시를 준비하고 있는 자인바, 관련 정부부서에 문의한 결과 '행정사는 현재까지 경력공무원에 대한 자격부여를 통하여 배출되어 왔고, 행정사 자격시험을 실시한 적은 없으며, 앞으로도 실시계획이 없다'는 취지의 답을 듣게 되자, 행정사법 시행령 제4조 제3항이 '행정사의 수급상황을 고려하여 필요한 경우에만 행정사 자격시험을 실시할 수 있도록 규정'함으로써 자격시험을 통해 행정사가 되는 길을 막고 있어 청구인의 직업선택의 자유 및 평등권을 침해하고 위임입법의 한계를 일탈하였다고 주장하면서, 그 위헌확인을 구하는 이 사건 헌법소원심판을 청구하였다.

### 결론
위헌 (행정사법 시행령 제4조 제3항 중 '행정사의 수급상황을 조사하여 시험의 실시가 필요하다고 인정하는 때 시험실시계획을 수립하도록 한 부분'은 헌법에 위반된다.).

### 이유
모법의 위임범위를 넘는 내용을 규정한 것으로 기본권 제한에 관한 법률유보원칙을 위반하여 직업선택의 자유를 침해하는지 여부가 문제된다.

### 법률유보원칙 위반 여부
- 위임입법과 법률유보: 위임입법의 근거를 마련하는 한편 위임입법의 범위와 한계를 제시하고 있다. 법률의 우위원칙에 따른 위임입법의 내용적 한계는 후자에 속한다. 일반적으로 위임입법의 내용적 한계라고 하는 경우에는 주로 후자가 문제되고 있으며 이 사건도 이에 해당한다. 그러므로 위임명령의 내용은 수권법률이 수권한 규율대상과 목적의 범위 안에서 정해야 하는데 이를 위배한 위임명령은 위법이라고 평가되며, 여기에서 모법의 수권조건에 의한 위임명령의 한계가 도출된다. 즉, 모법상 아무런 규정이 없는 입법사항을 하위명령이 규율하는 것은 위임입법의 한계를 위배하는 것이다. 기본권의 제한에 관한 법률유보원칙은 '법률에 근거한 규율'을 요청하는 것이므로, 그 형식이 반드시 법률일 필요는 없다 하더라도 법률상의 근거는 있어야 한다 할 것이다. 따라서 모법의 위임범위를 벗어난 하위법령은 법률의 근거가 없는 것으로 법률유보원칙에 위반된다.

- 이 사건 조항이 법률유보원칙에 위반되는지 여부: 직업선택의 자유를 제한하고 있으므로 이러한 제한에는 반드시 법률상 근거를 요한다고 할 것이다. "행정사의 자격시험의 과목, 방법 기타 시험에 관하여 필요한 사항"이란 시험과목, 합격기준, 시험실시방법, 시험실시시기, 실시횟수 등 시험실시에 관한 구체적인 방법과 절차를 말하는 것이며, 시험의 실시 여부까지도 대통령령으로 정하라는 뜻은 아니다. 이는 시, 도지사가 행정사를 보충할 필요가 없다고 인정하며 행정사 자격시험을 실시하지 아니하여도 된다는 것으로서 상위법인 행정사법 제4조에 의하여 청구인을 비롯한 모든 국민에게 부여된 행정사 자격 취득의 기회를 하위법인 시행령으로 박탈하는 것이다.

- 평등권 침해 주장에 대한 판단: 행정사 자격시험을 준비하는 청구인과 다른 자격시험을 준비하는 자 사이에는 이 사건 조항과 관련하여 비교집단으로 삼을 만한 동일성을 인정하기 어렵다.

- 결론: 이 사건 조항은 청구인의 직업선택의 자유를 침해하여 헌법에 위반되므로 재판관 전원의 일치된 의견으로 주문과 같이 결정한다.

### 위헌결정 이후
재판관 전원의 일치된 의견으로 위헌 결정 이후 행정안전부는 이러한 내용이 포함된 행정사법 시행령 전부개정안이 2012년 11월 22일 국무회의에서 통과되었다.
2013년 처음으로 시행되는 행정사 자격시험은 한국산업인력공단에서 시행하며, 2차례의 시험을 통해 절대평가 방식으로 진행된다고 밝혔다. 이번 시행령 개정을 통해 행정안전부 장관이 한국산업인력공단에 위탁해 매년 1회씩 시험을 시행하도록 함으로써 특별한 경력이 없는 국민 누구라도 시험에 의해 행정사 자격을 취득할 수 있게 됐다. 헌법재판소 위헌판결로 인해 행정사시험이 일반인 수험생에게 개방되 시험이 치러진지 시행 첫 해 12,518명의 일반인 응시자가 지원하는 등 높은 관심을 받았다.

## 참고 자료
- 헌재, 시험 없는 행정사 선발 '위헌' 법률저널 2010.05.07
- 헌재 “임의적 행정사 시험 시행은 위헌” 헤럴드경제 2010-05-03
- 헌법재판소-분야별 주요 판례- 행정사 자격시험 실시여부 사건
- 헌법재판소판례집.제22권 1집 상, 하(2010), 헌법재판소, 2010
- 《한국민족문화대백과》, 행정사(行政士), 한국학중앙연구원
- 헌법재판소 판례 2010.4.29. 2007헌마910
- 「취업을 위한 자격증 42가지」, 전문자격사, 매일경제인력팀 저, 매일경제신문사(1999년, 213~217p)

## 같이 보기
- 자격기본법
- 시스코 전문 자격
- 자격시험
- 법률유보원칙